# 蕭敷
蕭 敷（しょう ふ、大明5年（461年）- 建武4年8月6日（497年9月18日））は、南朝斉の宗室。字は仲達。梁の武帝蕭衍の次兄にあたり、皇族として永陽昭王に追封された。

## 経歴
蕭順之の次男として生まれた。斉の長沙王蕭晃の下で行参軍を初任とした。行参冠軍征虜二府軍事をつとめ、入朝して太子舎人に転じた。太子洗馬に進み、南海王蕭子罕の王友をつとめ、丹陽尹丞として出向した。入朝して太子中舎人となり、建威将軍・隨郡内史に任じられた。寧朔将軍に進み、廬陵王蕭宝源の下で諮議参軍として召された。
建武4年（497年）8月6日、死去した。享年は37。蕭衍が即位すると、侍中・司空の位を追贈され、永陽郡王に追封された。諡は昭といった。

## 妻子

### 妻
- 王氏（永陽敬太妃、462年 - 520年、王份の弟の王儼の娘）

### 子
- 蕭伯游
- 蕭隆

## 伝記資料
- 『梁書』巻23 列伝第17
- 『南史』巻51 列伝第41
- 故侍中司空永陽昭王墓誌銘
- 故永陽敬太妃墓誌銘